# Mouthwashing
Mouthwashing — компьютерная игра в жанре психологического хоррора с элементами приключений, разработанная студией Wrong Organ и выпущенная Critical Reflex в 2024 году. Повествование ведётся от первого лица и рассказывает о пяти членах экипажа грузового космического корабля «Тулпар», оказавшихся в ловушке после таинственной аварии. Капитан корабля, получивший тяжёлые травмы и утративший способность двигаться и говорить, обвиняется остальным экипажем в преднамеренном крушении судна по неизвестным причинам. В игре используется техника нелинейного повествования. Игровые критики высоко оценили нарративную составляющую и визуальный стиль игры.

## Игровой процесс
Mouthwashing представляет собой однопользовательскую приключенческую игру с видом от первого лица, в которой практически отсутствуют элементы выживания и боевой системы. Некоторые издания относят игру к жанру «симулятора ходьбы». Основными игровыми механиками являются исследование корабля «Тулпар», диалоги с членами экипажа и решение головоломок с использованием предметов.
Повествование в игре построено нелинейно: события разворачиваются в течение нескольких недель и месяцев до и после крушения. Переходы между временными отрезками обозначаются ломающими «четвёртую стену» эффектами, имитирующими программные сбои. В сценах, предшествующих катастрофе, игрок управляет капитаном Кёрли, тогда как события после крушения показаны с точки зрения Джимми, принявшего на себя командование кораблём.

## Сюжет
Во время перевозки грузов космический корабль «Тулпар» компании Pony Express входит в пространство с астероидом. Некто, кем управляет игрок в первой сцене, вместо безопасной корректировки курса направляет корабль прямо к астероиду. Экипаж, состоящий из капитана Кёрли, второго пилота Джимми, медсестры Ани, инженера Свонси и стажёра Дайске, выживает, однако доступ к части ресурсов судна оказывается заблокирован пеной, устранение которой может повредить корпус судна и вызвать смертельную декомпрессию. Капитан Кёрли получает тяжёлые увечья, лишающие его возможности двигаться и говорить; из-за постоянных болей ему требуются обезболивающие препараты, запас которых ограничен. Джимми, принявший на себя обязанности капитана, обвиняет Кёрли в преднамеренном совершении аварии в состоянии помутнения рассудка.
Спустя два месяца после крушения запасы продовольствия и медикаментов заканчиваются. Тогда экипаж принимает решение вскрыть грузовой отсек и обнаруживает, что он заполнен исключительно коробками с жидкостью для полоскания рта с 14% содержанием спирта и высоким содержанием сахара. Свонси начинает употреблять жидкость в качестве алкогольного напитка, что ведёт к усилению напряжённости на борту. Джимми, взявший на себя обязанность давать Кёрли обезболивающие препараты вместо не способной на это Ани, в приступе ярости нападает на капитана, насильно заставляя его принять лекарства, после чего у Джимми возникает галлюцинация, в которой он убивает Кёрли топором.
Спустя четыре месяца после крушения Аня запирается с Кёрли в медицинском отсеке. После неудачной попытки получить доступ в технический отсек, который запер Свонси, Джимми и Дайске подмешивают инженеру в безалкогольный коктейль единственную на корабле бутылку медицинского спирта. Проникнув в технический отсек, они обнаруживают исправную криокапсулу, которую, по мнению Джимми, Свонси приберегал для себя. Джимми заставляет Дайске пробраться в медицинский отсек через повреждённую вентиляцию. Однако в процессе стажёр получает серьёзные травмы. В отсутствии медицинского спирта Джимми использует жидкость для полоскания рта в качестве импровизированного дезинфицирующего средства,  чем лишь усугубляет состояние Дайске. Свонси, привязавшийся к стажёру, убивает его при помощи пожарного топора для облегчения страданий, а затем набрасывается на Джимми. В медицинском отсеке Джимми обнаруживает тело Ани, совершившей самоубийство путём передозировки оставшимися обезболивающими препаратами. Джимми забирает корабельный аварийный револьвер, решая убить Свонси.
В воспоминания о днях, предшествовавших катастрофе, показывается, что экипажу «Тулпара» предстояло увольнение после текущего рейса из-за прекращения деятельности компании Pony Express. На своём дне рождения Кёрли раньше времени объявляет об этом, одновременно сообщая о получении рекомендации на новую должность, чем огорчает команду. Позже, в личной беседе с Кёрли, Аня сообщает о беременности от Джимми, обстоятельства наступления которой указывают на изнасилование.  Попытки Кёрли разрешить ситуацию осложняются тем, что Аня самостоятельно сообщает о беременности Джимми. В ходе последующей конфронтации Кёрли требует от Джимми признать ответственность за его действия, однако Джимми угрожает разделить ответственность за ситуацию с Аней с самим капитаном. Из-за стресса из-за предстоящего увольнения, зависти к карьерному продвижению Кёрли и страха ответственности за беременность Ани Джимми захватывает управление и пытается устроить крушения корабля, при предотвращении которого Кёрли получает тяжёлые травмы.
В заключительной части Джимми начинает галлюцинировать, воспринимая корабль как лабиринт, и оказывается на воображаемом кладбище, где его преследует Свонси. После нейтрализации Свонси признаётся, что годы алкогольной зависимости были лучшими в его жизни, и намекает, что криокапсула предназначалась для Дайске, после чего осуждает Джимми за эгоизм и трусость. Джимми убивает Свонси из револьвера. В состоянии прогрессирующего психоза Джимми устраивает воображаемый праздник с телами погибших членов экипажа, где отрезает часть ноги Кёрли как торт и разрезает её на пять кусков, после чего принуждает капитана к потреблению собственной плоти. После серии видений, в которых за ним гонятся искаженные фигуры лошадей, Джимми сталкивается с талисманом компании Pony Express по имени Полле, который насмехается над его неспособностью принять ответственность за свои действия. Джимми приходит к выводу, что может искупить вину, обеспечив выживание Кёрли, и помещает его в криокапсулу. Он говорит капитану, что гордится тем, что был его другом и вторым пилотом, потому что тот всегда прикрывал его спину, даже несмотря на то, что действия Джимми причиняли ему сильную боль. Затем Джимми совершает суицид выстрелом из револьвера. Кёрли погружается в криосон на 20 лет, его дальнейшая судьба неизвестна.

## Разработка
Над созданием игры работала команда разработчиков, включающая продюсера Кая Мура, звукорежиссёра Мартина Халлдина, художественного руководителя и сценариста Йоханну Касуринен, дизайнера и программиста Джеффри Томека, а также технического дизайнера Дейва ван Эгдома. При создании игры разработчики черпали вдохновение из таких фильмов, как «Чужой», «Сквозь горизонт», «Пекло», «Нечто» и «Пандорум». В визуальном оформлении игра использует низкополигональный ретро-стиль, характерный для игр, выпущенных на оригинальной PlayStation. По словам художественного руководителя Йоханны Касуринен, на выбор визуального стиля повлияли работы инди-разработчика Puppet Combo. В интервью Rolling Stone она отметила, что для создания впечатляющего проекта не обязательно использовать передовую графику. В беседе с The Washington Post Касуринен рассказала, что первоначальная концепция игры возникла на основе опыта работы над предыдущим проектом, который был обречен ещё до того, как его закрыли: «То состояние, когда команда пытается убедить себя: „Мы всё ещё можем это исправить, если приложим больше усилий“, в то время как всё уже разваливается, и заложило основу идеи».
Первоначально Mouthwashing была анонсирована как часть бесплатного обновления к дебютной игре студии Wrong Organ под названием How Fish Is Made, вдохновлённой игрой Katamari Damacy. Демоверсия игры, выпущенная в рамках фестиваля Steam Next Fest в феврале 2024 года, получила положительные отзывы. Полная версия игры вышла для платформы Windows через сервис Steam 26 сентября 2024 года. После выхода игра была высоко оценена аудиторией, получив «Крайне положительные отзывы» в Steam в течение первых двух недель. Проект был номинирован на звание «Игра года» на церемонии Indie Game Awards 2024.

## Отзывы
| Сводный рейтинг       | Сводный рейтинг                                                          |
| Агрегатор             | Оценка                                                                   |
| --------------------- | ------------------------------------------------------------------------ |
| OpenCritic            | 90% рекомендуют                                                          |
| Иноязычные издания    |                                                                          |
| Издание               | Оценка                                                                   |
| Hardcore Gamer        | 3/5                                                                      |
| IGN                   | 9/10                                                                     |
| Noisy Pixel           | 8.5/10                                                                   |
| Bloody Disgusting     | 4 из 5 звёзд · 4 из 5 звёзд · 4 из 5 звёзд · 4 из 5 звёзд · 4 из 5 звёзд |
| Paste                 | 8.7/10                                                                   |
| Русскоязычные издания |                                                                          |
| Издание               | Оценка                                                                   |
| StopGame.ru           | «Похвально»                                                              |

Азарио Лопес из «Noisy Pixel» описал игру как «симулятор ходьбы, в который должен играть каждый, кто любит психологические хорроры», и похвалил игру за увлекательное повествование, жуткие визуальные эффекты и звуковое оформление, но раскритиковал её за «ограниченную реиграбельность».
Кайл Леклер из «Hardcore Gamer» высоко оценил сюжет и визуальные эффекты, но описал игровой процесс как «поверхностный» и «однообразный».